# São Félix do Araguaia
São José do Araguaia  est une ville et une municipalité de l'état du Mato Grosso au Brésil.

## Géographie
La ville-centre se trouve sur les rives du rio Araguaia qui marque la limite avec l'État de Tocantins. La municipalité s'étend sur presque 300 km d'est en ouest, contre un maximum de 100 km environ du nord au sud.